# Саули, Франческо Мария
Франческо Мария Саули (итал. Francesco Maria Sauli; Генуя, 1620 — Генуя, 1699) — дож Генуэзской республики.

## Биография
Родился в Генуе в 1620 году. Племянник дожа Лоренцо Саули (1599-1601) и троюродный брат святого Алессандро Саули. С молодости занимал различные должности государственной службы. В возрасте 45 лет был отправлен в Вену в качестве чрезвычайного посла. чтобы обсудить с императором наследование маркизата Фоздиново в Луниджане и причисление к лику святых Екатерины Генуэзской.
Вернулся в столицу республики и вместе с членами своей семьи участвовал в переговорах с Людовиком XIV, которые завершились конфронтацией и французской военно-морской бомбардировкой Генуи в 1684 году. В 1691 году генуэзские хроники упоминают Саули среди представителей, ответственных за прием в Генуе Джан Гастоне Медичи, брата наследника престола Великого княжества Тоскана Фердинандо Медичи.
Был избран дожем 19 сентября 1697 года, 134-м в истории Генуи, в возрасте 77 лет, став одновременно королём Корсики. Его правление прошел мирно и спокойно, среди его инициатив следует отметить новое Положение о порядке применения оружия.
Его мандат завершился 26 мая 1699 года,  когда Саули скончался. Был похоронен в базилике Санта-Мария-Ассунта-ди-Кариньяно.